# Puliyoorsalai
Puliyoorsalai es una  ciudad censal situada en el distrito de Kanyakumari en el estado de Tamil Nadu (India). Su población es de 6361 habitantes (2011). Se encuentra a 35 km de Thiruvananthapuram y a 74 km de Tirunelveli. 

## Demografía
Según el censo de 2011 la población de Puliyoorsalai era de 6361 habitantes, de los cuales 3085 eran hombres y 3276 eran mujeres. Puliyoorsalai tiene una tasa media de alfabetización del 89,63%, superior a la media estatal del 91,65%: la alfabetización masculina es del 93,13%, y la alfabetización femenina del 87,69%.